# Stiphodon weberi
Stiphodon weberi es una especie de pez de la familia de los Gobiidae en el orden de los Perciformes.

## Morfología
Los machos pueden llegar a alcanzar los 4,3 cm de longitud total.

## Distribución geográfica
Se encuentra en Irian Jaya (Indonesia ).

## Observaciones
Es inofensivo para los humanos.